# دارشان جاریوالا
دارشان جاریوالا (گجراتی: દર્શન જરીવાલા؛ زادهٔ ۲۹ سپتامبر ۱۹۵۸) بازیگر اهل هند است.
از فیلم‌ها یا برنامه‌های تلویزیونی که وی در آن نقش داشته‌است، می‌توان به داستان، گاندی، پدر من، داستان شگفت‌انگیز عشق منحصربه‌فرد، صدایت را بالا ببر، نوجوان، سرگرمی، خانم قاتل سریالی، بیمارستان گود کارما، او خواهرت خواهد بود، سلام چارلی، روح، تاریخچه خون، شادی شما و خانه پیروزی اشاره کرد.
وی در سال ۲۰۰۷ برنده جایزه ملی فیلم بهترین بازیگر نقش مکمل مرد شده‌است.